# Sơ đồ khối

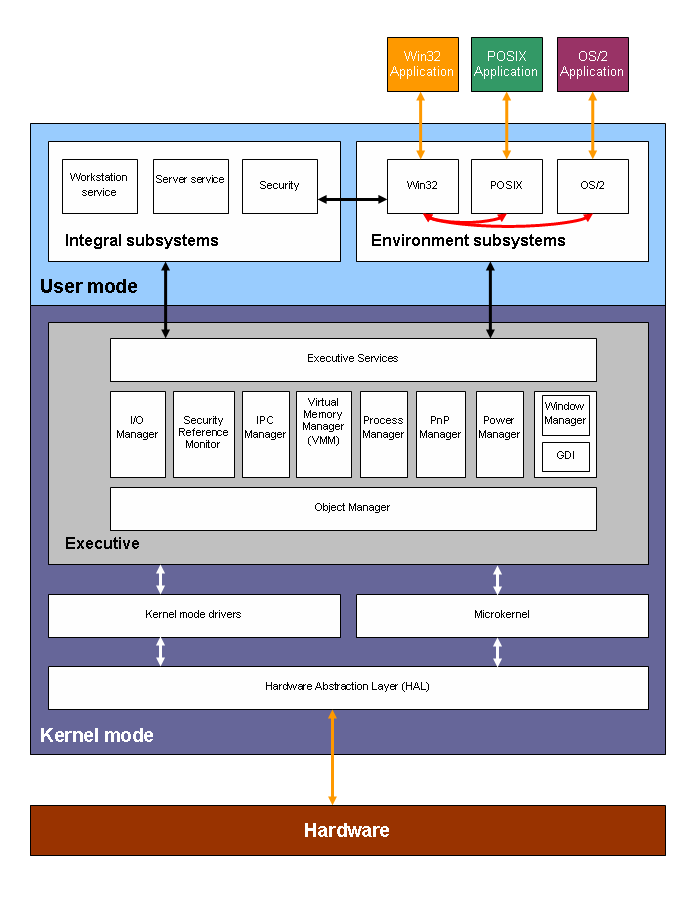
Một ví dụ về sơ đồ khối, thể hiện kiến trúc của hệ điều hành Windows 2000 của Microsoft.

Sơ đồ khối là một sơ đồ của một hệ thống trong đó các bộ phận chính hoặc các chức năng được biểu diễn bởi các khối được kết nối với nhau bằng những đường nối để hiển thị các mối quan hệ giữa các khối này. Chúng được sử dụng nhiều trong các ngành kỹ thuật như thiết kế phần cứng, thiết kế điện tử, thiết kế phần mềm, và sơ đồ dòng chảy quá trình (PFD).
Các sơ đồ khối thường được sử dụng cho các cấp độ cao hơn, giới thiệu ít chi tiết hơn để làm rõ các khái niệm tổng thể mà không quan tâm đến các chi tiết của việc thực hiện. Ngược lại với lược đồ và sơ đồ bố trí vi mạch sử dụng trong kỹ thuật điện, mà hiển thị các chi tiết thực thi của các linh kiện, thiết bị điện và cấu trúc vật lý.

## Sử dụng
Ví dụ, một sơ đồ khối của một radio sẽ không có ý định hiển thị mỗi và mọi kết nối và các núm xoay và nút chuyển, mà sơ đồ nguyên lý (lược đồ) sẽ làm điều đó. Sơ đồ nguyên lý của một radio sẽ không hiển thị chiều rộng của mỗi kết nối trong bảng mạch in, sơ đồ bố trí (layout) sẽ làm điều đo.
Tương tự với bản đồ thế giới, một sơ đồ khối tương tự như một bản đồ đường cao tốc của một quốc gia.  Các thành phố chính (chức năng) được liệt ra nhưng các đường phố nhỏ và các đường ở thành phố thì không. Khi xử lý sự cố, bản đồ cấp cao này rất hữu ích trong việc thu hẹp xuống và cô lập sự cố mà một vấn đề hoặc lỗi gây ra.
Sơ đồ khối dựa trên nguyên tắc hộp đen trong các nội dung bị ẩn hoặc để tránh bị phân tâm bởi các chi tiết hoặc bởi các chi tiết không được biết đến. Chúng ta biết những gì đi vào, chúng ta biết những gì đi ra, nhưng chúng ta không thể thấy cách các hộp thực hiện công việc của chúng.
Trong kỹ thuật điện, một thiết kế sẽ thường xuyên bắt đầu như một sơ đồ khối ở mức rất cao, trở thành các  sơ đồ khối có nhiều và nhiều chi tiết hơn trong quá trình thiết kế, cuối cùng kết thúc trong các sơ đồ khối đủ độ chi tiết mà mỗi khối riêng lẽ có thể được thực hiện dễ dàng (điểm mà tại đó sơ đồ khối là cũng sơ sơ đồ nguyên lý). Điều này còn được gọi là thiết kế từ trên xuống. Các khối hình học thường được sử dụng trong loại sơ đồ này để hỗ trợ giải thích và làm rõ ý nghĩa của quá trình hoặc mô hình. Các khối hình học được kết nối bằng các đường kẻ cho biết mối liên hệ và hướng/thứ tự giao nhau. Mỗi ngành kỹ thuật các hình khối mang ý nghĩa riêng. Các sơ đồ khối được sử dụng trong mọi ngành kỹ thuật. Chúng cũng là một nguồn có giá trị về xây dựng khái niệm xây dựng và mang lại lợi ích giáo dục trong các lĩnh vực phi kỹ thuật.
Trong điều khiển quá trình, sơ đồ khối là một ngôn ngữ trực quan dùng để mô tả các hành động trong một hệ thống phức tạp, trong đó các khối là các hộp đen đại diện cho các toán tử toán học hay logic xảy ra theo trình tự từ trái sang phải và trên xuống dưới, nhưng không phải là các thực thể vật lý, chẳng hạn như các bộ xử lý hoặc rơ le, mà thực hiện những toán tử này. Nó có thể tạo ra các sơ đồ khối như vậy và thực hiện chức năng của mình với các ngôn ngữ lập trình của bộ điều khiển logic khả lập trình (PLC).
Trong sinh học có một gia tăng việc sử dụng các nguyên tắc kỹ thuật, kỹ thuật phân tích và phương pháp lập sơ đồ. Có một số điểm giống nhau giữa sơ đồ khối và cái được gọi là Ký hiệu Đồ họa Sinh học Hệ thống. Vì nó được sử dụng trong các sinh học hệ thống của kỹ thuật sơ đồ khối được khai thác bằng kỹ thuật điều khiển bản thân sau này là một ứng dụng của lý thuyết điều khiển.
Một ví dụ của sơ đồ khối là sơ đồ khối chức năng (Function block diagram), một trong năm ngôn ngữ lập trình được định nghĩa trong phần 3 của IEC 61131 (xem IEC 61131-3) tiêu chuẩn được đánh giá cao chính thức (xem hệ thống chính thức), với các quy định nghiêm ngặt về cách các sơ đồ được xây dựng. Các đường thẳng được sử dụng để kết nối các biến đầu vào tới các đầu vào của khối, và các đầu ra của khối tới các biến đầu ra và các đầu vào của các khối khác.